# Christian Eduard Langethal
Christian Eduard Langethal, född den 6 januari 1806 i Erfurt, död den 28 juli 1878 i Jena, var en tysk botanist.
Langethal verkade från 1839 som professor vid universitetet i Jena och lärare vid lantbruksinstitutet där. Han författade bland annat Lehrbuch der landwirthschaftlichen Pflanzenkunde (1841–1845; 5:e, omarbetade, upplagan 1874–1876) och Geschichte der deutschen Landwirthschaft (4 band, 1847–1856).
Auktorsnamnet Langeth. kan användas för Christian Eduard Langethal i samband med ett vetenskapligt namn inom botaniken; se Wikipediaartiklar som länkar till auktorsnamnet.